# Chrastince
Chrastince (węg. Ipolyharaszti) – wieś (obec) na Słowacji położona w kraju bańskobystrzyckim, w powiecie Veľký Krtíš. Pierwsze wzmianki o miejscowości pochodzą z 1244 roku.
Według danych z dnia 31 grudnia 2012 roku, wieś zamieszkiwało 236 osób, w tym 115 kobiet i 121 mężczyzn.
W 2001 roku rozkład populacji względem narodowości i przynależności etnicznej wyglądał następująco:
- Słowacy – 76,09%
- Czesi – 0,43%
- Romowie – 2,17%
- Węgrzy – 21,3%

Ze względu na wyznawaną religię struktura mieszkańców kształtowała się w 2001 roku następująco:
- Katolicy rzymscy – 90,43%
- Ewangelicy – 6,52%
- Ateiści – 1,3%
- Nie podano – 1,74%